# Poliklór-dibenzodioxin

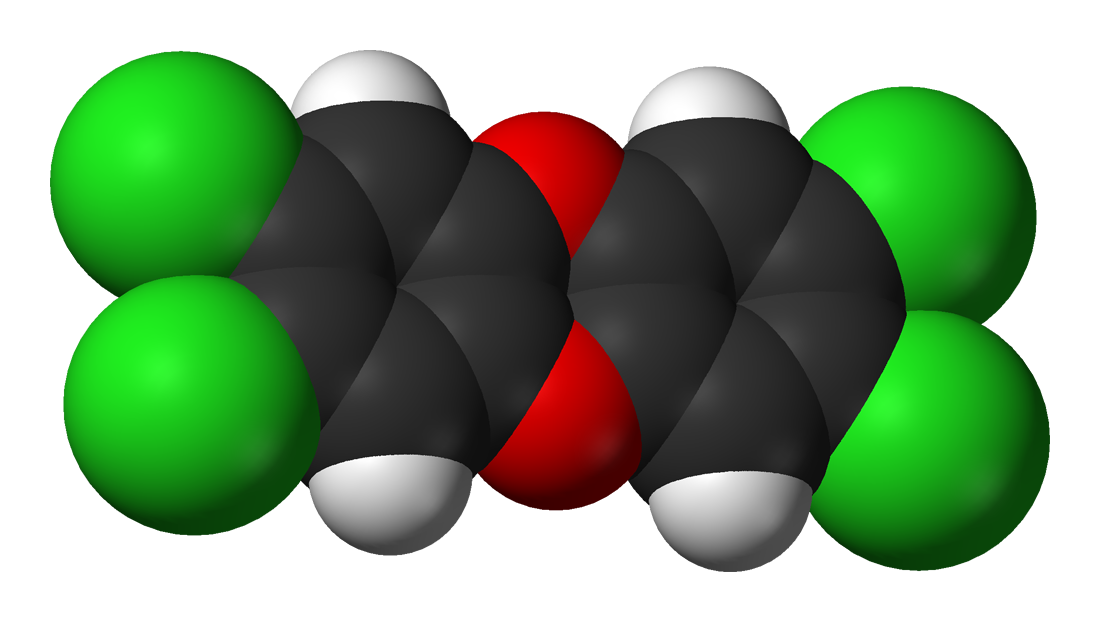
A 2,3,7,8- tetraklórdibenzo-p-dioxin (TCDD) 3D modellje

A 2,3,7,8- tetraklórdibenzo-p-dioxin (TCDD) szerkezete

Poliklór-dibenzodioxin (PCDD) a neve azoknak a dibenzodioxin-származékoknak, amelyekben az 1,4-dioxin benzolgyűrűinek több hidrogénatomja helyén klóratom van.
E vegyületcsoportnak 75 különböző tagja (úgynevezett kongenerje) van, mindegyikben más a klóratomok száma és elhelyezkedése. Ezek közül hét vegyületnek a molekuláiban olyan a klóratomok elrendeződése, hogy ezek a vegyületek különösen egészségkárosító hatásúak. Ezeket a vegyületeket megtaláljuk a NATO-nak a modern társadalmat érintő veszélyeztetésekkel foglalkozó bizottságának (Committee on the Challenges to Modern Society, NATO/CCMS) azon listájában, amelyben a mérgező anyagok nemzetközi ekvivalenseit (I-TEQ scheme) sorolja fel.
Környezetvédelmi szempontból az a vegyület a legfontosabb, amelynek a molekulájában a szerves kémia számozási rendszere szerint a vegyület 2.,3.,7. és 8. helyzetében levő szénhez hidrogén helyett klór kapcsolódik. Ennek a vegyületnek a neve 2,3,7,8-Tetraklór-dibenzo-p-dioxin, vagy 2,3,7,8-tetraklór-dibenzo[1,4]-dioxin (TCDD).
Ennek a vegyületnek/vegyületcsoportnak a jelentősége olyan nagy, hogy a dibenzodioxin-család többi tagját csaknem teljesen figyelmen kívül hagyva a mai napi technikai és tudományos irodalom erre a vegyületre, vagy legalábbis a poliklór-csoportra utal, amikor a dioxin szót használja.

## Történelmi adatok
A természetben a dioxinvegyületek az iparosítás előtt égés és geológiai folyamatok eredményeként fordultak elő. Ezek koncentrációja az iparosítás óta háromszorosára növekedett. Manapság a dioxin családjába tartozó vegyületek kis mennyiségben megtalálhatók az emberi testben is, különösen az ipari településekhez közel élő egyénekben. A legmérgezőbb dioxin, a TCDD az Agent Orange nevű gyomirtószer szennyezőanyagaként vált közismertté. (Az amerikaiak ezt a szert a vietnámi háború alatt lombtalanításra használták.) Ezt követően hasonló vegyületeket fedeztek fel az USA Missouri államának Times Beach nevű városában és New York államban, Love Canal területén. Később az olaszországi sevesói katasztrófa forrásaként lett világszerte ismeretes. Legújabban pedig Viktor Juscsenkónak, Ukrajna államelnökének a megmérgezése kapcsán került a dioxin a hírekbe.

## Honnan származik
A dioxin-család mérgező vegyületeinek ezidáig legalaposabb ismertetését talán az Amerikai Környezetvédelmi Hivatalnak a Dioxin Reassessment Report (dioxin újraértékelési jelentés) című beszámolója adja, de Ausztrália, Új-Zéland és az Egyesült Királyság is sokat tevékenykedett ezen vegyületeknek a megengedhető test-terhelési (ún. body burden) maximumának megállapításában és környezetünkbe kerülésének témájában.
Mivel a klórozott dibenzo-para-dioxinok zsírokban jól oldódnak, ezért csaknem kizárólag táplálkozás útján jutnak a szervezetbe, különösen hal, hús és tejtermékek fogyasztása révén. A nagy zsíroldhatóság miatt a vegyületek gyorsan végighaladhatnak a táplálékláncon.

A Cumbriai (Esthwaite Water) naplózott üledék PCDD koncentráció profilja

A háztartási hulladékokban található klórtartalmú műanyagok – például PVC – hagyományos égetése során (700-800 °C-on) dioxin keletkezik. Ennek elkerülésére a műanyaghulladékokat speciális kemencében sokkal magasabb hőmérsékleten, 1200 °C felett kell elégetni.
A veszélyességük miatt a stockholmi egyezmény alapján a dioxinokkal való kereskedelem is – számos országban, köztük Magyarországon is – tilos.
Az átlag lakosságénál nagyobb mérgezési veszélynek vannak kitéve azon foglalkozási ágak dolgozói, akik a vegyiparban, vagy vegyi cikkeket felhasználó iparágakban klórozott szerves anyagok, például gyomirtó szerek előállításával, vagy használatával foglalkoznak. Ugyancsak nagyobb mérgezési veszélynek vannak kitéve azok, akik PCDD-t kibocsátó gyár közelében tartózkodnak, különösen akkor, ha a környezetszennyezés nincs megfelelően korlátozva. Ez a veszély a PCDD-vel szennyezett anyagokat felhasználókra is fennáll.
A veszélyt felismerve az Egészségügyi Világszervezet (WHO) egyik szabályzata előírja a dioxin típusú szennyező anyagok kibocsátásának megengedett napi, havi és éves határértékét. Egyes országokban erre külön is van törvény. Eddig az ellenőrzés csak periodikusan történt. Ez elégtelennek bizonyult, és a WHO a folyamatos szabályozás bevezetését javasolja.
Bár a kísérleti eredmények azt mutatják, hogy a szoptató anyák az anyatejjel jelentős mennyiségben adhatnak át ezekből a mérgező vegyületekből a csecsemőknek, ami a nem anyatejjel táplált csecsemők testtömegére átszámítva csak a gyerekek 8-10 éves korára egyenlítődik ki, mégis – más előnyei miatt – az Egészségügyi Világszervezet a természetes szoptatást ajánlja.
PCDD nemcsak akkor képződik, még ha kis mennyiségben is, ha a klór az elégetendő szerves anyagnak az alkotórésze, hanem akkor is, ha szerves anyagot klórt tartalmazó szervetlen vegyületek jelenlétében égetjük.
Az Amerikai Környezetvédelmi Hivatal egyik jelentése szerint a mérgező dioxin forrásai a következők:
- széntüzelésű berendezések
- helyi önkormányzati hulladékégető berendezések[10]
- fémgyártáshoz használt olvasztókemencék
- dízelmotorok kipufogógázai
- szennyvíziszap deponálása talajra
- gombaölőszerekkel kezelt fa elégetése
- háztartási szemét égetése

A jelentés szerint a mérgező dioxin-vegyületek 80%-a így kerül a környezetbe.
Az US EPA rendelete a PCDD kibocsátás korlátozására 1987-ben jelent meg, amikor (feltételezhetően az Egyesült Államokban) a dioxinos szennyezőanyag-kibocsátás az összes szennyezőanyag-kibocsátásnak a 80%-a volt. Ma ez a szám csak 3%. A drasztikus csökkenést főleg a magas hőmérsékletű elégetés bevezetésének köszönhető. A mérgező anyagot eltávolító folyamat azonban megfordítható, vagyis ahogy a kéménygáz lehűl, a dioxinkoncentráció megint megemelkedik, mindaddig, amíg a kéménygáz hőmérséklete 200 °C és 600 °C közötti. A kéménygázokat tehát (30 milliszekundumon belüli) hirtelen hűtéssel kell ezen a „hűlési ablakon” átvezetni. Ez a módszer a jelentés szerint drasztikusan lecsökkenti a PCDD okozta környezetszennyezést.
Egyéb PCDD-t képező folyamatok közé tartozik a papír- és textilfehérítés, valamint a fenol klórozása, különösen ha ez utóbbinál a folyamat hőmérsékletét nem szabályozzuk megfelelően. PCDD keletkezik a pentaklór-fenol fatartósító anyag, és más klórt tartalmazó, pl. gyomirtó vegyszerek gyártása folyamán is. Általában minél több klórt kívánunk kémiailag a molekulába bevezetni, annál magasabb – gyári módon biztosított – reakció-hőmérsékletre van szükség, hogy csak minimális mennyiségű PCDD keletkezzen.
Ezeken kívül kis mennyiségben sok más gyártási folyamat eredményeképpen is keletkezhet PCDD. Dioxin-vegyületeket találhatunk közönséges használati tárgyakban (műanyag tárgyakban, fehérítőkben, gyantákban, csomagolóanyagokban) is, még a cigarettafüstnek is alkotórésze. Mindez azt jelenti, hogy még az átlagember is mindennapjaiban felvesz egy kis adagot, amelynek mértékét Amerikában több kutató cég – US EPA és magáncég – tanulmányozza.

## Mérgezőképesség
A dioxin-vegyületek főleg étkezés útján, az étel zsíranyagával kerülnek az emberi szervezetbe, ezáltal az emberi és állati szervezetnek a zsírszöveteiben halmozódnak fel. A mérgező PCDD-vegyületek lényegileg bennmaradnak a zsírlerakódásban, és ezeket sem a tápanyag asszimilációjával, sem az emésztési hulladékanyaggal (ürülék) természetes úton nem távolítja el. A PCDD-k szervezetből való távozási sebességét a radioaktív anyagok élettartamához hasonlóan mérik: felezési idejük 7 év és 135 év között van. A felezési idő széles határok között mozog, változatossága talán megmagyarázható az egyes vegyületek közötti különbséggel és a szennyező anyag koncentrációjával (mert egy másik irodalmi hivatkozás szerint bár a legmérgezőbbként ismeretes TCDD (tetraklór-vegyület) felezési idejére általában 8 évet számítanak, nagyobb koncentráció esetén az ürülés gyorsabb).
A PCDD-vegyületeknek és azok elegyeinek a mérgezőképességét meghatározó tulajdonság neve: mérgezőképességi egyenérték szorzó (Toxicity Equivalence Factor) vagy TEF. Ez az érték 0 és 1 között van, ahol a legmagasabb értéket a legmérgezőbb 2,3,7,8-tetraklórbenzo[1,4]-dioxin kapta. A TEF egy egyezményes érték, amire halaknak, szárnyasoknak és emlősöknek külön táblázata van, mert a mérgezőképesség attól is függ, hogy az állat melyik állatrendszertani csoportba tartozik. Általában az emlősökre vonatkozó adatokat alkalmazzák az emberi veszélyszámításokra is. A TEF-értékeket a veszély kiértékelése mellett szabályzatok felállítására is használják.
A mérgezőképességi egyenérték szorzó (TEF) mellett a kutatók bevezettek egy második jellemző paramétert is, amit összes dioxin mérgezőképességi egyenértéknek (Total dioxin toxic equivalence value), rövidítve TEQ-nek neveznek. Ez a jellemző a dioxin-származék keverékek mérgezőképességét a tiszta PCDD mérgezőképességével képzett arányával fejezi ki. (Megjegyzés: ellenőrizni kell még az irodalom alapján, hogy ez az angol wikipédiából származó állítás vajon helyes meghatározás-e, mert valószínű, hogy az eredeti forrás inkább az egyértelmű 2,3,7,8 tetraklórdibenzo[1,4]-dioxinra vonatkoztat, nem pedig a lazábban meghatározható PCDD vegyületcsoportra.)
Eddig a TEQ és a TEF jellemzőket nemzetközileg a dioxin-származékok mérgezőképességének a legjobb mértékeként kezelték. Ugyanis újabb adatok alapján az a gyanú támadt, hogy nem helyes az a feltételezés, hogy az elegyek mérgezőképessége lineárisan arányos a PCDD (ill. 2,3,7,8 tetraklór vegyület) mérgezőképességével, amit a TEF és TEQ értékek használata feltételez.
Az ún. perzisztens szerves környezetszennyezők (persistent organic pollutants, POP) kibocsátását (a PCDD-t is beleértve) a stockholmi egyezmény szabályozza, amely kötelezi az aláíróit, hogy minimumra csökkentsék ezek kibocsátását.
Más, PCDD-kéhez hasonló, tulajdonságokkal rendelkező szerves vegyületek között jelentősek a poliklór-dibenzo-furán vegyületcsalád és a PCB-k (poliklór-bifenilek) családjának nem-orto tagjai.

### Az emberi szervezet egészségére való befolyás
A dioxin-vegyületek az emberi testben elsősorban a zsíros szövetekben halmozódnak fel biológiai folyamatok során. Más szerves klórvegyületekhez hasonlóan a dioxin klórvegyületei asszimiláció (táplálkozás és emésztés) útján egyik organizmusból egy másikba kerülnek és a folyamat ismétlődésével végül is az emberi szervezetbe is belekerülnek, felsűrűsödött formában. Ennek a természetes biológiai folyamatnak a neve biológia felhalmozódás, bio-akkumuláció.
Az US EPA az 1994-ben közzétett jelentésében azt írta, hogy a dioxin-vegyületeknek valószínűleg van rákkeltő hatása, de ennél nagyobb jelentőséget tulajdonított azoknak a hatásoknak, amelyek a szexuális fejlődést és az immunrendszer normális működését veszélyeztetik. A mérgező hatás a szervezetben egy sejt receptor, az ún. aril szénhidrogén receptor (AhR) közvetítésével történik.
A koncentrált dioxinokkal való folyamatos érintkezés egy súlyos krónikus kiütéses betegségben, ún. klóraknében nyilvánul meg. Ez az akne betegség súlyosabb formája.

#### A PCDD vegyületek emberi szervezetre gyakorolt hatásának listája
- Gyermekkori fogzománcfejlődési rendellenességek.[17][18]
- A központi és a környéki idegrendszert érintő megbetegedések.[19]
- A pajzsmirigyműködés rendellenessége.[20]
- Az immunrendszer károsítása.[21]
- Endometriózis (a méh belsejét képző szövet -endométrium- beágyazódik a méhen kívül).[22]
- Cukorbetegség.[23]
- A normális fiú/lány születési arány megváltozása.[24]

### Állati egészségre való befolyás
Míg az emberi egészségre való befolyást kísérletileg nehéz volt bizonyítani, állatokon végrehajtott kísérletek azt bizonyították, hogy TCDD-knak mind teratogen (születési hibákat okozó), mind mutagén (sejtmutációt okozó), mind karcinogén (rákot okozó) hatása van. Ezenkívül káros a hatása az immunrendszerre, a májra, az endokrin (belső elválasztású mirigyekre és a növekedési faktor (growth factor) működésére is.
A PCDD-knek az állatok egészségére gyakorolt hatására legalaposabb bizonyíték a több állatfajtára vonatkozó kísérleti adatokból származik. Ezek fő területe az immunrendszer, az idegrendszer és a reproduktív rendszer. A kísérleti körülmények megválasztása olyan volt, hogy az állati test terhelés az emberi test terhelési tapasztalatokhoz jól viszonyuljon.

#### A TCDD vegyület állatokra kifejtett mérgezőképessége meghatározására szolgáló kísérletek listája
- Születési hiba (teratogénhiba): rágcsálókon (patkányokat magába foglalva),[26] egereken,[27] mezei hörcsögön és tengerimalacon,[28] madarakon,[29] halakon.[30]
- Rákos betegség (neoplazmát beleértve): emlős állati tüdőben, száj- és orrüregben, pajzsmirigyben, hasnyálmirigyben, májban, és rétegzett bőrsejtekben (squamous epithelium) rágcságókon[26][31] és halakon[32]
- Hepatotoxicitás (mérgezőképesség májra): rágcsálókon,[31] tyúkokon,[33] halakon.[34]
- Belső elválasztású mirigy funkció akadályozása: rágcsálókon és halakon.[35]
- Immunszuppresszió (az immunrendszer normális működésének akadályozása): rágcsálókon,[36] halakon.[37]

### A vietnámi esetek tanulmányozása
A vietnámi háború egyes amerikai veteránjai – vietnámiakkal egyetemben – számos, az emberi szervezet egészségét érintő rendellenességet (tízezrekre menő amerikai veterán családot és egymillióra becsült vietnámi családot érintő születési hibát) jelentettek a vietnámi háború óta és úgy vélték, hogy ezek oka visszavezethető az amerikaiak által lombtalanításra használt és TCDD-vel erősen szennyezett Agent Orange lombtalanító vegyszerrel való érintkezésre. Azok a veteránok, akik ezzel a vegyszerrel érintkeztek, azt tapasztalták, hogy vérszérumjuk TCDD-koncentrációja – még évekkel a háború lezajlása után is – 600 ppt (part per trillion = 1 egység 1012 egységre) volt, míg ez a szám csak 1-2 ppt volt a lakossági átlagban. Feltételezésük megerősítésére ezért a veteránok csoportosan, vietnámi csoportokkal és a vietnámi kormánnyal együttesen, tudományos tanulmányokat kezdeményeztek.
Vietnámban a TCDD koncentráció a lombtalanítási területek talajában, még 30-40 évvel a vegyszerek használata után is, elérte a 106 ppt értéket. Ezenkívül a TCDD koncentráció megemelkedett mind az élelmiszerekben, mind az érintett területeken élő vadállatok testében.
A legaktuálisabb tanulmányt anyagilag az amerikai tudományos akadémia (US National Academy of Sciences) fedezte, amiről az első jelentés 2003-ban jelent meg.
Ezekkel az adatokkal nem egyeznek meg az amerikai veteránok egészségét ellenőrző Centers for Disease Control and Prevention (Betegség ellenőrzési és megelőzési központok) intézete tanulmányai. Ez az intézet összehasonlította a vietnámi veteránok egészségében a háborút követő 30 év alatt beállott változásokat a koreai és az öbölháború veteránjai egészségi állapotával. Eszerint – bár a vietnámi veteránok egészséges spermakoncentrációja kisebb volt a többi veteránokénál, nem volt lényegbeli különbség a vietnámi és a többi veteránok, illetve családjaik között sem az átlag születések számában, sem a születési hibát mutató újszülöttek számában, sem azoknak a veteránoknak a számában, akik rákbetegséget jelentettek. Csak az Agent Orange lombirtószer kezelésével megbízott személyzet volt kivétel, például az, aki a Ranch Hand hadműveletben vett részt. Ezek között az átlagnál több cukorbajban szenvedő egyént találtak.

## A mérgező anyaggal történt balesetek, mérgezések
- 1949-ben egy gyomirtót gyártó üzem (Monsanto) balesete 240 embert érintett (Nitro, West Virginia, USA) amikor egy szelep véletlenül kinyílt.[40]
- 1963-ban kiszabadult egy dioxinfelhő egy robbanás után a Philips-Duphar üzemben (jelenleg Solvay Csoport), Amszterdam közelében. Az üzem annyira elszennyeződött dioxinnal a baleset során, hogy meg kellett szüntetni, berendezéseit betonba ágyazva az óceánba süllyesztették.[forrás?][41]

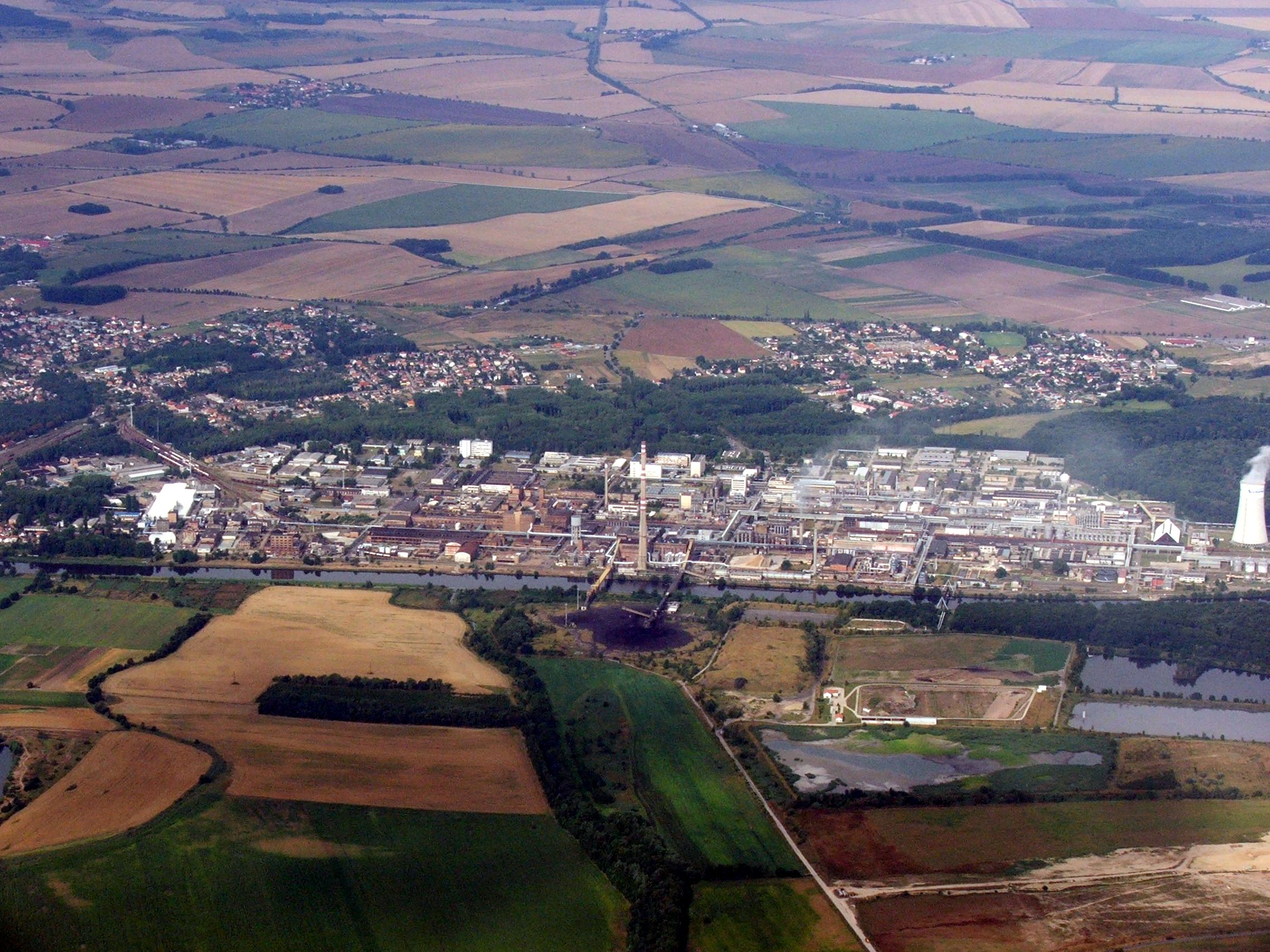
Spolana, Neratovice, klóralkáli üzem

- 1965 és 1968 között a Spolana neratovicei üzeme Csehszlovákiában súlyosan megmérgezett mintegy 60 munkavállalót dioxinnal; 3 év után a vizsgálatok nyomán az egészségi problémák a munkavállalóknál, Spolana megállt a 2,4,5-T előállításával (amelyek többségét  az amerikai hadsereg használta fel Vietnámban). Több épület a Spolana vegyi üzemben is erősen szennyeződött dioxinnal.[forrás?]
- 1976-ban az olaszországi Seveso községben (Milánótól északra 13 km-re) nagy mennyiségű, egyszerűen „dioxin”-nak nevezett anyag került a természetbe, amit sevesói katasztrófának bélyegeztek, bár eddig bizonyítottan sem emberi áldozattal, sem születési hibákkal sem járt.[42][43][44][45]
- 1978-ban a dioxinok voltak azon szennyező anyagok, amelyek kikényszerítették Love Canal kiürítését Niagara Falls szomszédságában.[forrás?]
- 1982-től egészen 1985-ig Times Beachet kivásárolták és kiüríttették az Egyesült Államok Környezetvédelmi Ügynöksége utasítására, a nagy mennyiségű dioxint a talajban lévő szennyezett olaj jelentette, s hogy ellenőrizzék a port a városi földutakon.[forrás?]
- 1991 decemberében, egy elektromos robbanás okozta dioxinok terjedtek el négy kollégiumi, és két másik épületbe  a SUNY New Paltz egyetemi campuson.[forrás?]
- 1995-ben a DuPont már beperelte azokat, akik azt állítják, a dioxin-kibocsátás a DuPont üzemében (DeLisle, Mississippi), okozta a szeretteik rákbetegségét vagy halálát; ezek közül csak 850 ügy volt folyamatban 2005 júniusa és 2008 augusztusa között. Glen Strong osztriga halász a ritka vérrákban, a myeloma multiplexben szenvedett, megnyerte 14 000 000 $-t a DuPonttól, de a vád nem állt meg, ui. az esküdtek szerint a cég növényvédőszere nem volt kapcsolatban Mr. Strong betegségével. Egy másik esetben a szülők azt állították, dioxinszennyezés okozta a 8 éves lányuk halálát; A tárgyalás 2007 nyarán zajlott, ám a zsűri teljesen elutasította a család állításait, mivel tudományosan nem sikerült bizonyítani az összefüggést. A DuPont fenntartja, hogy működése biztonságos és környezetbarát.[forrás?]
- 1999 májusában Belgiumban 7 000 000 csirkét és 60 000 sertést kellett levágni dioxinmérgezés miatt. Ezt a botrányt követte egy földcsuszamlásszerű kormányváltás.[forrás?]
- A korai 2000-es évek elején New Plymouth (Új-Zéland) város lakosai számoltak be sok megbetegedésről a Dow Chemical növényvédőszer-gyár körül élő, valamint ott dolgozók között. A gyárban megszűnt a 2,4,5-T gyártása már 1987-ben.[forrás?]
- 2001. szeptember 11-én a New York-i terrortámadás következtében nagy mennyiségű por került a levegőbe, amiben a 2002-ben kiadott US EPA jelentése szerint a támadást követő novemberben a dioxin vegyületek koncentrációja az átlagnak csaknem hatszorosa volt.[forrás?]
- 2001-ben egy orvos jelentette[16] egy 30 éves nő esetét, aki masszív TCDD-dózist vett fel, ami vérzsiradékában a TCDD koncentrációját 144 ng per grammra emelte. Ezt eddig a világon a legmagasabb számnak tekintik. Szimptómái a következők voltak: klórakne, émelygés/hányinger, hányás, gyomorfájás, teljes étvágyvesztés, (leukocitózis: fehér vérsejtgyarapodás) anémia (vörös vérszegénység) (menstruáció hiánya) és a vérlemezke számának csökkenése, de érdekes, hogy az immun funkció laboratóriumi vizsgálatának eredménye normális volt. Az orvos egy másik nő esetét is említette, akinek a legmérgezőbb TCDD-vel ekvivalens (egyenértékű) adag felvétele 2900 pg/g volt, de ennek a páciensnek a klóraknén kívül semmi más szimptómája nem volt. A TCDD gyors eltávolítása céljából a betegeket Olestrával kezelték, ami egy mesterséges, koleszterin és kalóriamentes zsírhelyettesítő anyag[46]
- 2004 Viktor Juscsenkónak a mérgezési esete nagy hírt keltett. Az ukrán politikus szervezetében a TCDD-szint az átlagnak 6000-szerese volt. Juscsenko, az eddigi ismeretek szerint, a világ második legnagyobb adagját szenvedte el. Ugyanakkor ez volt az első olyan eset, amikor valaki egyszerre kapott nagy dózist a tiszta 2,3,7,8 TCDD-ből.[7]

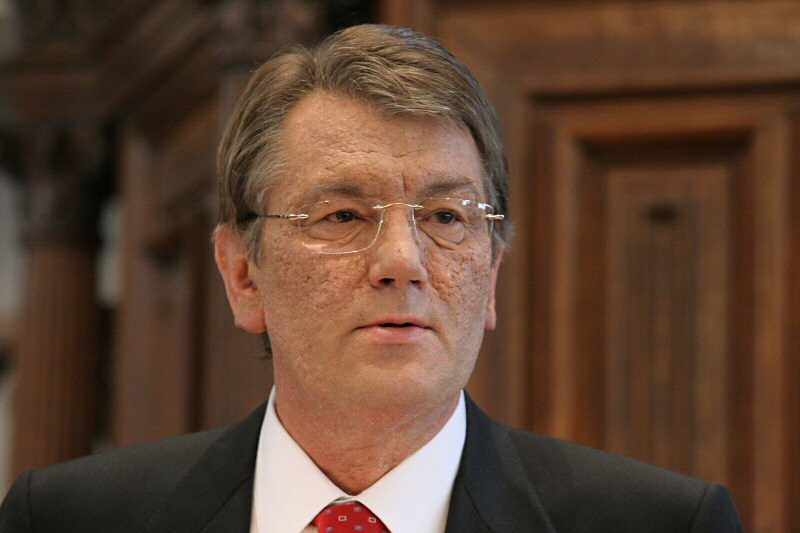
Viktor Juscsenko klórakne kiütéssel PCDD mérgezés után

- 2005-ben az ILVA acélipari cég (Taranto, Olaszország) kibocsátása 90,3 százaléka volt a teljes olasz kibocsátásnak, ami 8,8 százaléka volt az európai kibocsátásoknak.[forrás?]
- 2007-ben több ezer tonna bűzös szemét halmozódott fel Nápolyban, a környező településeken, és az egész környéken. A hatóságok felfedezték, hogy a poliklórozott dibenzol-szint a bivalytejből 29 mozzarellát gyártó üzemben meghaladta a megengedett határokat, további vizsgálat után lefoglalták a tejet 66 gazdaságokban. A hatóságok gyanúja szerint a szennyezés forrása az volt, hogy a hulladékokat illegálisan ártalmatlanították a bivalylegelőn. Az ügyészek Nápolyban 109 embert hallgattak ki csalás és ételmérgezés gyanújával. A mozzarellaeladás 50%-kal csökkent Olaszországban.[47]
- 2008 decemberében Írországban közölték, hogy a sertéshús dioxinszintje 80–200-szorosa a megengedettnek. Minden ír sertéshústerméket kivontak a forgalomból belföldön és külföldön egyaránt. Elsősorban a dioxinszerű poliklórozott dibenzofuránokra és poliklórozott bifenilekkel történt, a tényleges poliklórozott dibenzolszint viszonylag alacsony volt. Úgy gondolják, hogy az eseményt szennyezett fűtőolaj alkalmazása eredményezte egy szárító égőfejben, amely egyetlen takarmányfeldolgozónál történt, ahonnan nagyszámú sertés etetéséhez szállítottak takarmányt.[48]
- Német dioxin-baleset: 2011 januárjában mintegy 4700 német gazdaságot letiltottak a beszállítástól, miután egy takarmánygyártó önellenőrzése kimutatta, hogy a dioxinszint meghaladta a megengedett maximális értékeket. Ez az eset PCDD- és nem PCB-szennyezés volt. A maximális értékek kétszeres túllépése volt a takarmányban és négyszeres néhány egyedi tojásban. Ez a szennyezés azonban alatta maradt az 1999-es belgiuminak, és gyorsan fel is fedezték.[49]

## Fordítás
- Ez a szócikk részben vagy egészben  a   Polychlorinated dibenzodioxins című angol Wikipédia-szócikk fordításán alapul.  Az eredeti cikk szerkesztőit annak laptörténete sorolja fel. Ez a jelzés csupán a megfogalmazás eredetét és a szerzői jogokat jelzi, nem szolgál a cikkben szereplő információk forrásmegjelöléseként.